# Carl Giskra
Carl Giskra, trascritto anche come Karl Giskra (Moravia, 29 gennaio 1820 – Baden, 1º giugno 1879), è stato un politico austriaco.
Rivoluzionario durante i moti del 1848, divenne membro dell'assemblea di Francoforte e Ministro dell'interno nel 1867. Diede le dimissioni nel 1870.
Grazie alla sua opera fu abrogata gran parte del concordato del 1855, soprattutto riguardante il matrimonio.